# Стамфорд (Великобритания)
Ста́мфорд (Стэ́мфорд; англ. Stamford) — город и гражданский приход в районе Южный Кестивен (Линкольншир, Англия, Великобритания). Население (по данным переписи населения Великобритании 2001 года) — 19 525 человек.

## География
Расположен в 160 км к северу от Лондона и в 60 километрах к югу от Линкольна, на границе Линкольншира с Ратлендом и Кембриджширом.
В десяти километрах к западу от Стамфорда находится Ратленд-Уотер — одно из крупнейших водохранилищ Англии. 

### Полезные ископаемые
Большая часть Стамфорда построена на Среднеюрском линкольнширском известняке с аргиллитами и песчаниками.
Этот район известен своими известняковыми и сланцевыми карьерами. На крышах многих стамфордских каменных зданий можно найти кремовый сланец колливестонского камня.

## История
Жители Стамфорда гордятся своим городом и его историей. Прежние достижения города заключались в том, что первый стал внутренним портом на большом северном пути, славился своей средневековой больницей. 
На территории Стамфорда имеются государственные школы, существующие с 1532 года. Модернизация и современные здания не изменили облик старого города; туристы по-прежнему могут любоваться его центральной частью, как бы остановившейся во времени и не изменявшейся уже много лет. Строения XVII и XVIII веков выполнены в георгианском стиле. Кроме них, в городе сохранились также постройки византийского стиля.

## Транспорт
Близ Стамфорда в направлении с севера на юг проходит автомагистраль A1 (Эдинбург — Стамфорд — Лондон), являющаяся частью европейского маршрута E15; в направлении на восток — автомагистраль A1175 (Стамфорд — Сполдинг, Линкольншир), на юго-запад — A43 (Стамфорд — Нортгемптон — автомагистраль M40/Европейский маршрут E05), на запад — A606 (Стамфорд — Окем — Ноттингем). 

### Железнодорожный транспорт
Железнодорожная станция Стамфорд находится на линии Бирмингем — Питерборо. Через станцию проходит один из маршрутов компании CrossCountry: Нью-Стрит, Бирмингем — Окем — Стамфорд — Лондон-Станстед.

### Судоходный транспорт
До середины XIX века коммерческое судоходство доставляло грузы по каналу из Маркет-Дипинга на склады на Уорф-Роуд. Теперь это невозможно из-за заброшенности канала и мелководности реки выше Кроуленда. В Дипинг-Сент-Джеймсе есть шлюз, но он не используется. Выше по течению от городского моста река обычно не была судоходной.

## Экономика
Важное место в экономике Стамфорда занимают туристические, юридические и бухгалтерские фирмы. Существенную роль играют предприятия сферы здравоохранения, образования и других государственных услуг, в том числе больница, крупная медицинская общая практика, школы (включая независимые) и колледж дополнительного образования. 
В городе есть несколько отелей, лицензированных помещений, ресторанов, чайных комнат и кафе.

## Администрация
Стамфорд является частью парламентского избирательного округа Грантема и Стаффорда. Действующий член парламента — консерватор Ник Боулс. 

## Образование
В Стамфорде имеется пять государственных начальных школ: 
- Солдатская школа,
- школа Святого Августина,
- школа Святого Георгия,
- школа Святого Гилберта,
- школа Малкольма Сарджента,

а также независимая стамфордская начальная школа для совместного обучения детей в возрасте от двух до одиннадцати лет.
Кроме начальных, в городе есть одна государственная средняя школа — Стамфордская Уэльская академия (Stamford Welland Academy, ранее Stamford Queen Eleanor School), образованная в конце 1980-х годов из двух городских общеобразовательных школ Фэйн и Эксетер. Школа получила статус академии в 2011 году.
В апреле 2013 года группа родителей объявила о намерении создать в городе бесплатную школу, но не получила государственной поддержки. Вместо этого академическому трасту, подавшему заявку, было предложено взять на себя управление существующей школой.